# Le Justicier masqué
Pour plus de détails, voir Fiche technique et Distribution.
Le Justicier masqué (The Lone Ranger and the Lost City of Gold) est un film américain réalisé par Lesley Selander et sorti en 1958.

## Synopsis
Trois Indiens sont assassinés dans leur réserve. Le Lone Ranger et son compagnon Tonto enquêtent pour découvrir les raisons de cette tuerie. Chacun d'entre eux possédaient un médaillon qui, une fois assemblé aux deux autres, forme une carte amenant à un fabuleux trésor.

## Fiche technique
- Titre : Le Justicier masqué
- Titre original : The Lone Ranger and the Lost City of Gold
- Réalisation : Lesley Selander
- Scénario : Robert Schaefer et Eric Freiwald, d'après les personnages de George W. Trendle
- Chef-opérateur : Kenneth Peach
- Musique : Les Baxter
- Montage : Robert S. Golden
- Décors : Charles S. Thompson
- Direction artistique : James Dowell Vance
- Production : Sherman A. Harris pour United Artists
- Durée : 81 minutes
- Dates de sortie : 
  - États-Unis : 4 juin 1958
  - France : 13 juillet 1960

## Distribution
- Clayton Moore : Lone Ranger
- Jay Silverheels : Tonto
- Douglas Kennedy : Ross Brady
- Charles Watts : Shérif Oscar Matthison
- Noreen Nash : Frances Henderson
- Lisa Montell : Paviva
- Ralph Moody : Père Vincente Esteban
- Dean Fredericks : Docteur James Rolfe
- John Miljan : Chef Tomache
- Maurice Jara : Oiseau Rouge
- William Henry : Travers
- Lane Bradford : Wilson
- Belle Mitchell : Caulama

## Commentaires
Il s'agit de la suite du film produit deux ans auparavant : Le Justicier solitaire avec la même distribution.